# Ilha Clavering
A ilha Clavering  (em dinamarquês:  Clavering Ø) é uma grande ilha costeira localizada na costa oriental da Gronelândia, a oeste de Wollaston Foreland. Tem uma área de 1535 km², o que faz dela a sétima maior ilha gronelandesa e a 251.ª maior do mundo. É desabitada.

## História
Foi designada pela segunda Expedição Polar ao Norte da Alemanha (1869-70) como Clavering Insel para comemorar Douglas Charles Clavering (1794-1827), o comandante em 1823 do navio HMS Griper, que explorou a zona e que, na costa sul desta ilha, teve o primeiro (e último) encontro que os europeus fizeram com os agora extintos inuit do Nordeste da Gronelândia.
Em finais de agosto de 1823, Clavering e a tripulação do HMS Griper encontraram-se com um grupo de doze inuit, incluindo homens, mulheres e crianças. No seu diário, Clavering descreveu as suas tendas de pele de foca, as canoas, as roupas, os arpões e lanças com pontas de osso e de ferro meteórico, e a sua aparência física (pele «morena acobreada», «cabelo negro e rostos redondos; as suas mãos e pés muito carnosos, e muito inchados»). Destacou a sua habilidade para pelar uma foca, o costume de deitar água sobre as focas ou morsas antes de as pelar, e o seu assombro perante a demonstração de armas de fogo de caça.
Foram encontrados ossos de bois-almiscarados nos sítios inuit da ilha, mas destes animais não há relato no diário de 1823 de Clavering. Um grande número de ossos do Ártico sugere que os inuits se viram forçados a caçar animais mais pequenos depois da extinção dos bois-almiscarados na zona. Depois de terem desaparecido os inuit, os bois-almiscarados regressaram, e o primeiro par de animais vivos que foi levado para a Europa foi capturado na ilha Clavering em 1899.